# Koki
Koki – wieś w Estonii, w prowincji Sarema, w gminie Lümanda, położona na wyspie Sarema.